# Аквілла (Техас)
Аквілла (англ. Aquilla) — місто (англ. city) в США, в окрузі Гілл штату Техас. Населення — 101 особа (2020).

## Географія
Аквілла розташована за координатами 31°51′14″ пн. ш. 97°13′11″ зх. д. / 31.85389° пн. ш. 97.21972° зх. д. (31.853894, -97.219640).  За даними Бюро перепису населення США в 2010 році місто мало площу 0,73 км², з яких 0,73 км² — суходіл та 0,00 км² — водойми.

## Демографія
Згідно з переписом 2010 року, у місті мешкало 109 осіб у 44 домогосподарствах у складі 26 родин. Густота населення становила 149 осіб/км².  Було 48 помешкань (66/км²).
Расовий склад населення:
| - 92,7 % — білих - 5,5 % — корінних американців - 0,9 % — чорних або афроамериканців |

До двох чи більше рас належало 0,9 %. Частка іспаномовних становила 2,8 % від усіх жителів.
За віковим діапазоном населення розподілялося таким чином: 18,3 % — особи молодші 18 років, 68,9 % — особи у віці 18—64 років, 12,8 % — особи у віці 65 років та старші. Медіана віку мешканця становила 38,5 року. На 100 осіб жіночої статі у місті припадало 94,6 чоловіків;  на 100 жінок у віці від 18 років та старших — 78,0 чоловіків також старших 18 років.
Середній дохід на одне домашнє господарство  становив 62 737 доларів США (медіана — 65 625), а середній дохід на одну сім'ю — 61 146 доларів (медіана — 51 625). За межею бідності перебувало 24,1 % осіб, у тому числі 0,0 % дітей у віці до 18 років та 29,8 % осіб у віці 65 років та старших.
Цивільне працевлаштоване населення становило 63 особи. Основні галузі зайнятості: виробництво — 30,2 %, освіта, охорона здоров'я та соціальна допомога — 27,0 %, публічна адміністрація — 15,9 %, транспорт — 11,1 %.